# Vayalar
Vayalar es una ciudad censal situada en el distrito de Alappuzha en el estado de Kerala (India). Su población es de 24804 habitantes (2011). Se encuentra a 22 km de Alappuzha.

## Demografía
Según el censo de 2011 la población de Vayalar era de 24804 habitantes, de los cuales 12014 eran hombres y 12790 eran mujeres. Vayalar tiene una tasa media de alfabetización del 96,43%, superior a la media estatal del 94%: la alfabetización masculina es del 98,11%, y la alfabetización femenina del 94,86%.